# Віллер-Серне
Вілле́р-Серне́ (фр. Villers-Cernay) — колишній муніципалітет у Франції, у регіоні Гранд-Ест, департамент Арденни. Населення — 334 осіб (2011).
Муніципалітет був розташований на відстані близько 220 км на північний схід від Парижа, 100 км на північний схід від Шалон-ан-Шампань, 24 км на схід від Шарлевіль-Мезьєра.

## Історія
До 2015 року муніципалітет перебував у складі регіону Шампань-Арденни. Від 1 січня 2016 року належав до нового об'єднаного регіону Гранд-Ест.
1 січня 2017 року Віллер-Серне і Рюбекур-е-Ламекур було приєднано до муніципалітету Базей.

## Демографія
Динаміка населення (INSEE ):
Розподіл населення за віком та статтю (2006):
| Стать | Всього | До 15 років | 15-24 | 25-44 | 45-64 | 65-85 | Понад 85 |
| --- | ------ | ----------- | ----- | ----- | ----- | ----- | -------- |
| Чоловіки | 164    | 24          | 20    | 40    | 60    | 20    | 0        |
| Жінки | 144    | 8           | 24    | 48    | 40    | 24    | 0        |
| \| Статево-вікова піраміда \| Статево-вікова піраміда \| Статево-вікова піраміда \| \| ----------------------- \| ----------------------- \| ----------------------- \| \| Чоловіки \| Вік \| Жінки \| \| 0 \| 85 + \| 0 \| \| 4 \| 80-84 \| 8 \| \| 12 \| 75-79 \| 4 \| \| 4 \| 70-74 \| 8 \| \| 0 \| 65-69 \| 4 \| \| 8 \| 60-64 \| 0 \| \| 32 \| 55-59 \| 24 \| \| 8 \| 50-54 \| 8 \| \| 12 \| 45-49 \| 8 \| \| 12 \| 40-44 \| 8 \| \| 4 \| 35-39 \| 20 \| \| 8 \| 30-34 \| 12 \| \| 16 \| 25-29 \| 8 \| \| 8 \| 20-24 \| 12 \| \| 12 \| 15-20 \| 12 \| \| 0 \| 10-14 \| 4 \| \| 12 \| 5-9 \| 4 \| \| 12 \| 0-4 \| 0 \| |        |             |       |       |       |       |          |
| Статево-вікова піраміда |        |             |       |       |       |       |          |
| Чоловіки | Вік    | Жінки       |       |       |       |       |          |
| 0 | 85 +   | 0           |       |       |       |       |          |
| 4 | 80-84  | 8           |       |       |       |       |          |
| 12 | 75-79  | 4           |       |       |       |       |          |
| 4 | 70-74  | 8           |       |       |       |       |          |
| 0 | 65-69  | 4           |       |       |       |       |          |
| 8 | 60-64  | 0           |       |       |       |       |          |
| 32 | 55-59  | 24          |       |       |       |       |          |
| 8 | 50-54  | 8           |       |       |       |       |          |
| 12 | 45-49  | 8           |       |       |       |       |          |
| 12 | 40-44  | 8           |       |       |       |       |          |
| 4 | 35-39  | 20          |       |       |       |       |          |
| 8 | 30-34  | 12          |       |       |       |       |          |
| 16 | 25-29  | 8           |       |       |       |       |          |
| 8 | 20-24  | 12          |       |       |       |       |          |
| 12 | 15-20  | 12          |       |       |       |       |          |
| 0 | 10-14  | 4           |       |       |       |       |          |
| 12 | 5-9    | 4           |       |       |       |       |          |
| 12 | 0-4    | 0           |       |       |       |       |          |

## Економіка
2010 року серед 231 особи працездатного віку (15—64 років) 164 були активними, 67 — неактивними (показник активності 71,0%, у 1999 році було 64,9%). З 164 активних мешканців працювало 148 осіб (78 чоловіків та 70 жінок), безробітними було 16 (9 чоловіків та 7 жінок). Серед 67 неактивних 22 особи були учнями чи студентами, 32 — пенсіонерами, 13 були неактивними з інших причин.

У 2010 році у муніципалітеті числилось 141 оподатковане домогосподарство, у яких проживали 347,0 особи, медіана доходів виносила 18 048 євро на одного особоспоживача.